# Nassaria incisa
Nassaria incisa là một loài ốc biển, là động vật thân mềm chân bụng sống ở biển trong họ Buccinidae.

## Miêu tả
Chiều dài của vỏ đạt khoảng 39,5 mm.